# Felipe Sánchez
Felipe Sánchez (Zaragoza, ? - Madrid, 1712) fue un arquitecto español conocido sobre todo por sus diseños para el templo barroco de Nuestra Señora del Pilar de Zaragoza.
Hijo del albañil Lucas Sánchez, las primeras noticias que se tiene de él lo sitúan en Zaragoza, en 1676, desempeñando el oficio de su padre.
Desde 1675 se le conocen planos para la construcción del nuevo templo barroco del Pilar, que comenzaron a ponerse en obra en 1679 tras las modificaciones que en su diseño introdujo Francisco Herrera el Mozo. Sin embargo, el Cabildo metropolitano, lo apartó de la empresa por discrepancias acerca de su capacidad técnica para llevar a cabo la ejecución de su planteamiento del templo. Las diferencias entre partidarios del proyecto de Herrera el Mozo y del de Felipe Sánchez por la ubicación de la cúpula central y la portada principal, obligaron a la intervención en 1695 de otro arquitecto, Teodoro Ardemans, y finalmente, a ser apartado de la empresa de edificar la nueva basílica del Pilar.
Algún tiempo más tarde trabaja en la edificación de los Reales Sitios de Madrid, donde adquirió en 1709 el rango de maestro de obras, es decir, de arquitecto.

## Obras
- Proyecto de la Basílica del Pilar de Zaragoza (1675-1695).
- Iglesia de la enfermería de la Orden terciaria de San Francisco de Madrid. Continuación de las obras de reconstrucción de José Arroyo a partir de 1695.
- Panteón de los duques del Infantado (iglesia de San Francisco de Guadalajara,1696).